# L'amore che non finirà
L'amore che non finirà  è il tredicesimo album di studio, in formato CD, del complesso musicale italiano degli Alunni del Sole, pubblicato nel 1996.

## Tracce
1. Le Porte Del Sole
2. Magica Serenata
3. 'O Tiempo D' 'E Rose
4. ...Ricordando Il Mio Cielo Di Stelle... Un Ricordo
5. Concerto
6. ...E mi manchi tanto
7. Un'altra Poesia
8. Jenny
9. 'A canzuncella
10. L'aquilone
11. Pagliaccio
12. Isa... Isabella
13. Ombre Di Luci
14. Liù
15. Tarantè
16. Io Canto... L'amore Che Non Finirà...
17. Un'altra Poesia